# Fanny Selmer
Fanny Selmer (født Biber 19. april 1862 - ukendt dødsdato) var en dansk maler. Hun var svigerdatter af Jydske Asyls grundlægger Harald Selmer. 
Der findes to malerier af Fanny Selmer på ARoS Aarhus Kunstmuseum og flere  på  Museum Ovartaci på Psykiatrisk Hospital i Risskov.

## Ekstern henvisning
- Fanny Selmer på Kunstindeks Danmark/Weilbachs Kunstnerleksikon
- Fanny og Andreas – Fra Valparaiso til Risskov – tur/retur Helikopter december 2007